# Kleinwalsertal

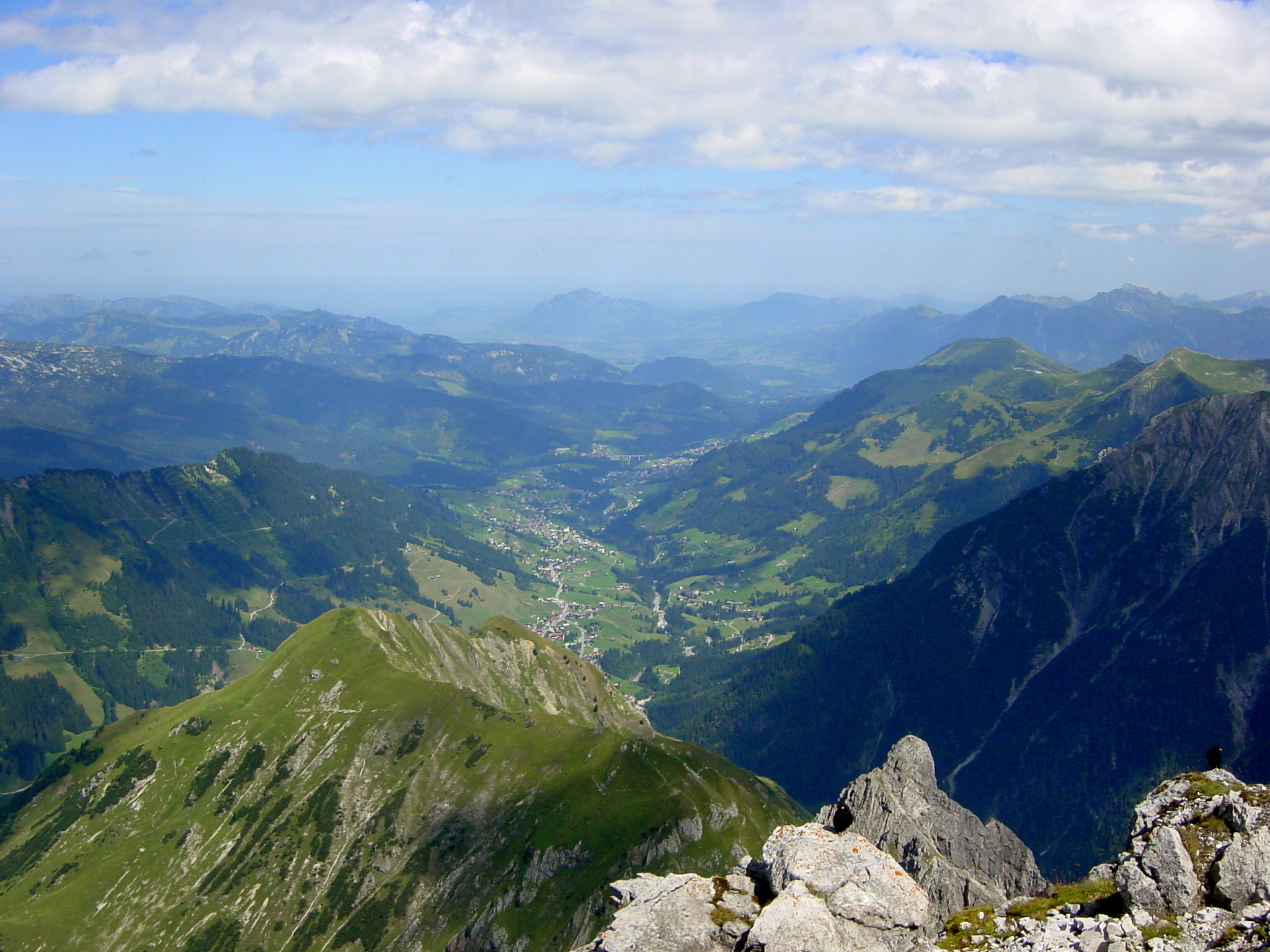
Utsikt över Kleinwalsertal från Widderstein, det högsta berget i området.

Kleinwalsertal är en dal i kommunen Mittelberg i förbundslandet Vorarlberg i västra Österrike nära gränsen till Tyskland. 
I dalen finns tre samhällen, Mittelberg (med ortsdelen Baad), Hirschegg, och Riezlern. Dalen har inte vägförbindelse direkt till något annat område i Österrike, utan endast till Tyskland. Området är ett känt vintersportområde, med 12 000 turistbäddar.
Förr hade dalen särskilda tullregler för att underlätta försörjningen, men inte längre från Österrikes EU-inträde 1995, eftersom nästan hela EU är en tullunion. Man hade också Tysklands D-mark som valuta istället för den österrikiska schillingen fram till eurons införande 2002. Fortfarande tillhör dalen det tyska området för mervärdesskatt och har därför tyska momssatser.
På grund av sitt unika läge (utan vägförbindelse till övriga Österrike) har orterna i Kleinwalsertal dubbla postnummer, ett enligt det österrikiska postnummersystemet och ett enligt det tyska postnummersystemet.